# 羽根木
羽根木（はねぎ）は、東京都世田谷区の町名。現行行政地名は羽根木一丁目および羽根木二丁目。住居表示実施済み区域である。

## 地理
東京都世田谷区の北東部に位置し、周囲を松原・大原・代田の各町に隣接する。同名の羽根木公園は、世田谷区代田にある。町の東辺を環七通り（東京都道318号環状七号線）が通り、南辺は京王井の頭線が通る。北辺は水道局和田堀給水所と接する。

### 地価
住宅地の地価は、2025年（令和7年）1月1日の公示地価によれば、羽根木1-29-18の地点で71万3000円/m2となっている。

## 歴史
旧世田ヶ谷村の飛び地であったが、周囲の代田、松原などの村が世田谷に合併され、地名の整理が行われ現在の形となった。

### 地名の由来
旧：荏原郡世田ヶ谷村字羽根木。羽根木の由来には諸説ある。

## 世帯数と人口
2025年（令和7年）1月1日現在（世田谷区発表）の世帯数と人口は以下の通りである。
| 丁目         | 世帯数    | 人口    |
| ------------ | --------- | ------- |
| 羽根木一丁目 | 1,947世帯 | 2,995人 |
| 羽根木二丁目 | 2,536世帯 | 4,277人 |
| 計           | 4,483世帯 | 7,272人 |

### 人口の変遷
国勢調査による人口の推移。
| 年                 | 人口  |
| ------------------ | ----- |
| 1995年（平成7年）  | 6,087 |
| 2000年（平成12年） | 6,302 |
| 2005年（平成17年） | 6,656 |
| 2010年（平成22年） | 6,818 |
| 2015年（平成27年） | 6,772 |
| 2020年（令和2年）  | 7,201 |

### 世帯数の変遷
国勢調査による世帯数の推移。
| 年                 | 世帯数 |
| ------------------ | ------ |
| 1995年（平成7年）  | 3,075  |
| 2000年（平成12年） | 3,412  |
| 2005年（平成17年） | 3,796  |
| 2010年（平成22年） | 3,907  |
| 2015年（平成27年） | 3,903  |
| 2020年（令和2年）  | 4,283  |

## 学区
区立小・中学校に通う場合、学区は以下の通りとなる（2024年8月現在）。
| 丁目         | 番地     | 小学校                 | 中学校               |
| ------------ | -------- | ---------------------- | -------------------- |
| 羽根木一丁目 | 1〜30番  | 世田谷区立下北沢小学校 | 世田谷区立北沢中学校 |
| 羽根木一丁目 | 31〜32番 | 世田谷区立松原小学校   | 世田谷区立梅丘中学校 |
| 羽根木二丁目 | 27～41番 | 世田谷区立松原小学校   | 世田谷区立梅丘中学校 |
| 羽根木二丁目 | 1〜26番  | 世田谷区立下北沢小学校 | 世田谷区立北沢中学校 |

## 交通
町域内に鉄道駅はないが、京王井の頭線新代田駅と東松原駅が利用できる。北部は京王線代田橋駅が最寄駅となる。

## 事業所
2021年（令和3年）現在の経済センサス調査による事業所数と従業員数は以下の通りである。
| 丁目         | 事業所数  | 従業員数 |
| ------------ | --------- | -------- |
| 羽根木一丁目 | 71事業所  | 512人    |
| 羽根木二丁目 | 49事業所  | 191人    |
| 計           | 120事業所 | 703人    |

### 事業者数の変遷
経済センサスによる事業所数の推移。
| 年                 | 事業者数 |
| ------------------ | -------- |
| 2016年（平成28年） | 135      |
| 2021年（令和3年）  | 120      |

### 従業員数の変遷
経済センサスによる従業員数の推移。
| 年                 | 従業員数 |
| ------------------ | -------- |
| 2016年（平成28年） | 847      |
| 2021年（令和3年）  | 703      |

## 出身・ゆかりのある人物
- 井口良二（日東製粉社長）- 佐賀県人で、羽根木に居住していた。内閣総理大臣岸田文雄の母方の祖父に当たる。
- 井口三郎（東日本振興会長）- 井口良二の三男。

## その他

### 日本郵便
- 郵便番号 : 156-0042[2]（集配局 : 千歳郵便局[14]）。